# L'infinito più o meno
L'infinito più o meno è un singolo dei cantanti italiani Francesco Renga e Nek pubblicato il 10 marzo 2023 come primo estratto dall'album in studio RengaNek.

## Video musicale
Il video è stato diretto da Marc Lucas e Igor Grbesic e affronta il tema della paternità.

## Tracce
Testi e musiche di Edwyn Roberts, Cheope, Gianluigi Fazio e Alex "Raige" Vella.
1. L'infinito più o meno – 3:26